# Drakar & Demonerserien
Drakar & Demonerserien är en fantasybokserie utgiven på 1980- och 1990-talet av Target Games AB.
| Volym | Titel                     | Författare         | Utgivningsår | Omslagsillustratör | Originaltitel                  | Ursprungligt utgivningsår |
| ----- | ------------------------- | ------------------ | ------------ | ------------------ | ------------------------------ | ------------------------- |
| 1     | Conan                     | Robert E. Howard   | 1987         | Boris Vallejo      | Conan                          | 1969                      |
| 2     | Conan Cimmeriern          | Robert E. Howard   | 1987         | Boris Vallejo      | Conan of Cimmeria              | 1969                      |
| 3     | Camber av Culdi           | Katherine Kurtz    | 1988         | Don Maitz          | Camber of Culdi                | 1976                      |
| 4     | Tjuvstaden                | Robert Asprin      | 1988         | Walter Velez       | Thieves' World                 | 1979                      |
| 5     | Elric av Melniboné        | Michael Moorcock   | 1988         | Michael Whelan     | Elric of Melniboné             | 1972                      |
| 6     | Morkeleb den svarte       | Barbara Hambly     | 1988         | Michael Whelan     | Dragonsbane                    | 1985                      |
| 7     | Conan erövraren           | Robert Jordan      | 1988         | Frank Brunner      | Conan the Magnificent          | 1984                      |
| 8     | Willow                    | Wayland Drew       | 1988         | Joe Jusko          | Willow                         | 1988                      |
| 9     | Det svarta citadellet     | Barbara Hambly     | 1989         | Ken Kelly          | The Ladies of Mandrigyn        | 1984                      |
| 10    | Varulvens tid             | Roger DiSilvestro  | 1989         | Frank Frazetta     | Ursula's Gift                  | 1988                      |
| 11    | Den vulgära enhörningen   | Robert Asprin      | 1989         | Walter Velez       | Tales from the Vulgar Unicorn  | 1980                      |
| 12    | Vita vargens öde          | Michael Moorcock   | 1989         | Michael Whelan     | The Weird of the White Wolf    | 1969                      |
| 13    | Kampen om Coramonde       | Brian Daley        | 1989         | Doug Beekman       | The Doomfarers of Coramonde    | 1977                      |
| 14    | Conan piraten             | Robert E. Howard   | 1989         | Doug Beekman       | Conan the Freebooter           | 1968                      |
| 15    | Elric på ödets hav        | Michael Moorcock   | 1989         | Frank Brunner      | The Sailor on the Seas of Fate | 1976                      |
| 16    | Magins färg               | Terry Pratchett    | 1989         | Josh Kirby         | The Colour of Magic            | 1983                      |
| 17    | Skuggor över Tjuvstaden   | Robert Asprin      | 1989         | Walter Velez       | Shadows of Sanctuary           | 1981                      |
| 18    | Conan förgöraren          | Robert E. Howard   | 1990         | Frank Frazetta     | Conan the Wanderer             | 1968                      |
| 19    | Klanfursten               | Peter Morwood      | 1990         | Greg Hildebrandt   | The Horse Lord                 | 1983                      |
| 20    | Slottet vid världens kant | Michael Moorcock   | 1990         | Frank Brunner      | The Vanishing Tower            | 1971                      |
| 21    | Det fantastiska ljuset    | Terry Pratchett    | 1990         | Josh Kirby         | The Light Fantastic            | 1986                      |
| 22    | Conan äventyraren         | Robert E. Howard   | 1990         | Frank Frazetta     | Conan the Adventurer           | 1966                      |
| 23    | Gord den listige          | Gary Gygax         | 1990         | David Mattingly    | Night Arrant                   | 1987                      |
| 24    | Svärd och svartkonst      | Fritz Leiber       | 1990         | Michael Whelan     | Swords and Deviltry            | 1970                      |
| 25    | Det svarta svärdet bane   | Michael Moorcock   | 1990         | Frank Brunner      | Bane of the Black Sword        | 1977                      |
| 26    | Demonfursten              | Peter Morwood      | 1990         | David Martin       | The Demon Lord                 | 1984                      |
| 27    | Conan - Havens skräck     | L. Sprague de Camp | 1990         | Doug Beekman       | Conan the Buccaneer            | 1971                      |
| 28    | Dolkar i mörkret          | Gary Gygax         | 1990         | Ken Kelly          | Night Arrant                   | 1987                      |
| 29    | Svärd mot döden           | Fritz Leiber       | 1990         | Dieter Rottermund  | Swords Against Death           | 1970                      |
| 30    | Conan krigaren            | Robert E. Howard   | 1991         | Ken Kelly          | Conan the Warrior              | 1967                      |
| 31    | Elrics sista strid        | Michael Moorcock   | 1991         | Frank Brunner      | Stormbringer                   | 1965                      |
| 32    | Drakfursten               | Peter Morwood      | 1991         | Les Edwards        | The Dragon Lord                | 1986                      |
| 33    | Svärd i dimman            | Fritz Leiber       | 1991         | Greg Hildebrandt   | Swords in the Mist             | 1968                      |
| 34    | Conan segraren            | Robert E. Howard   | 1991         | Ken Kelly          | Conan the Usurper              | 1967                      |
| 35    | Gudarnas svärd            | Fred Saberhagen    | 1991         | Ken Kelly          | The First Book of Swords       | 1983                      |
| 36    | Trollkarlens stav         | Terry Pratchett    | 1991         | Josh Kirby         | Equal Rites                    | 1987                      |
| 37    | Den onda juvelen          | Michael Moorcock   | 1991         | Sanjulian          | The Jewel in the Skull         | 1967                      |
| 38    | Krigsfurstens rike        | Peter Morwood      | 1991         | Ken Kelly          | The Warlord's Domain           | 1989                      |
| 39    | Svärd mot trolldom        | Fritz Leiber       | 1991         | Frank Frazetta     | Swords against Wizardry        | 1968                      |
| 40    | Conan härskaren           | Robert E. Howard   | 1991         | Maren              | Conan the Conqueror            | 1967                      |
| 41    | Tempelguldet              | Fred Saberhagen    | 1991         | David Martin       | The Second Book of Swords      | 1983                      |
| 42    | Mort                      | Terry Pratchett    | 1992         | Josh Kirby         | Mort                           | 1987                      |
| 43    | Den röda amuletten        | Michael Moorcock   | 1992         | Ken Kelly          | The Mad God's Amulet           | 1968                      |
| 44    | Svärd i Lankhmar          | Fritz Leiber       | 1992         | Rowena Morrill     | The Swords of Lankhmar         | 1968                      |
| 45    | Drakryttarna              | Anne McCaffrey     | 1992         | Ken Kelly          | Dragonflight                   | 1968                      |
| 46    | Det stora kriget          | Fred Saberhagen    | 1992         | Oliviero Berni     | The Third Book of Swords       | 1984                      |
| 47    | Gryningens svärd          | Michael Moorcock   | 1992         | Roger Garland      | The Sword of the Dawn          | 1968                      |
| 48    | Svärd och köldmagi        | Fritz Leiber       | 1993         | Janny Wurts        | Swords and Ice Magic           | 1968                      |
| 49    | Drakjakten                | Anne McCaffrey     | 1993         | Dawn Wilson        | Dragonquest                    | 1970                      |
| 50    | Runstaven                 | Michael Moorcock   | 1993         | Les Edwards        | The Runestaff                  | 1968                      |
| 51    | Mörkret faller            | Paul Kearney       | 1993         | Peter Goodfellow   | The Way to Babylon             | 1992                      |